# سلطنة الكجرات
سلطنة الكجرات (بالفارسية: سلطنت گجرات) هي سلطنة إسلامية أسست في أوائل القرن الخامس عشر الميلادي في منطقة الكجرات الواقعة اليوم في الهند، على يد مؤسس سلالة آل مظفر «مظفر شاه الأول».
كان مظفر شاه حاكمًا على الإقليم من قبل آل تغلق، وقد أعلن استقلاله بعد الغزو التيموري للهند في سنة 804هـ الموافقة لسنة 1401م. انتهت السلطنة بعد غزو جلال الدين أكبر لها وضمها لأملاكه في سنة 981هـ الموافقة لسنة 1573م.